# William Latimer
William Latimer, 4º Barone Latimer (Scampston, 1330 – 1381), è stato un politico inglese.
Luogotenente di Edoardo III in Bretagna dal 1360 e addetto alla casa reale dal 1369, l'anno seguente gli fu affidata la marca scozzese.
Espulso dal Parlamento nel 1376 e riammessovi nel 1377, fu nominato per meriti governatore di Calais.